# Allium julianum
Allium julianum Brullo, Gangale & Uzunov, 2007 è una pianta appartenente alla famiglia delle Amaryllidaceae, endemica della Calabria.

## Tassonomia
Il Sistema Cronquist assegna questa specie alla famiglia delle Liliaceae, ordine Liliales.
Secondo la classificazione APG IV essa va attribuita alla famiglia Amaryllidaceae (sottofamiglia Allioideae) dell'ordine Asparagales.